# Espacio de trabajo compartido
Los espacios de trabajo compartido son áreas de trabajo comunes en entornos interconectados, donde todos los integrantes pueden tanto interactuar entre sí como si se encontraran dentro de una misma entidad, como realizar sus propios proyectos de forma independiente.
Los espacios de trabajo compartido o coworking, fomentan y promueven el trabajo colaborativo para asumir determinados proyectos en los que pueden participar varios de sus integrantes. Tanto los procesos desarrollados para generar ideas, como la creatividad del entorno físico de los espacios, son parámetros muy importantes que se tienen muy en cuenta en los resultados de un proyecto colaborativo. 